# Parc national de Galathea
Le parc national de Galathea se situe dans le territoire des îles Andaman-et-Nicobar en Inde.